# نيل سلافين
نيل سلافين (بالإنجليزية: Neal Slavin)‏ هو منتج أفلام ومصور ومخرج أمريكي، ولد في 1941 في بروكلين في الولايات المتحدة.

## وصلات خارجية
- الموقع الرسمي
- نيل سلافين على موقع IMDb (الإنجليزية)
- نيل سلافين على موقع ألو سيني (الفرنسية)
- نيل سلافين على موقع أول موفي (الإنجليزية)
- نيل سلافين على موقع ديسكوغز (الإنجليزية)
- نيل سلافين على موقع قاعدة بيانات الفيلم (الإنجليزية)
- نيل سلافين على موقع كينوبويسك (الروسية)